# Czas przyszły w języku angielskim
Czas przyszły w języku angielskim – opis sposobów i konstrukcji gramatycznych służących do opisywania w języku angielskim przyszłości z teraźniejszego punktu widzenia. W angielszczyźnie nie ma formy czasownika w czasie przyszłym, wszelkie metody wyrażania czynności przyszłych albo wyrażane są przy pomocy czasowników modalnych, albo też stosuje się czasy teraźniejsze lub konstrukcję to be going to. Najczęściej stosowanym czasem przyszłym jest Future Simple, najrzadziej – Future Perfect Progressive, który jest pomocny do opisu tylko jednej relacji czasowej i nie używa się go w stronie biernej. W angielszczyźnie używanej jeszcze kilkadziesiąt lat temu występowało zjawisko coloured future, wyrażane głównie przy pomocy czasownika shall, dziś pojawia się stosunkowo rzadko, a współczesne podręczniki gramatyki polecają formę z użyciem czasownika will. W języku angielskim istnieje również odrębna gramatycznie możliwość odniesienia się do przyszłości z punktu widzenia przeszłości, reprezentuje ją grupa czasów czasów przyszłych w przeszłości.
W języku angielskim istnieją cztery formalne czasy przyszłe: Future Simple, Future Progressive, Future Perfect i Future Perfect Progressive. Nie wyczerpuje to jednak wszystkich sposobów przedstawiania przyszłości, można ją wyrazić na więcej sposobów.

## Sposoby wyrażania przyszłości
Istnieją następujące sposoby mówienia o wydarzeniach przyszłych:
1. Future Simple
2. be going to + czasownik
3. Present Simple
4. Present Progressive
5. Future Progressive

i kilka pozostałych, o niezbyt istotnym znaczeniu.

### Present Simple
Jednym ze sposobów mówienia o przyszłości jest czas Present Simple. Używa się go w następujących przypadkach:
- Gdy wydarzenie jest częścią stałego rytmu, elementem rozkładu, urzędowo przydzielonych godzin itp.[2] : What time does the bus arrive in Taunton → O której autobus przyjeżdża do Taunton? My plane leaves at three o'clock → Mój samolot odlatuje o trzeciej. The sun sets at 7 pm tomorrow → Jutro słońce zachodzi o siódmej.
- W zdaniach podrzędnych, z reguły okolicznikowych, zaczynających się od when, until, where[2]: You'll pay me back when you get a job→ Oddasz mi, jak dostaniesz pracę. He'll know what I think → Będzie wiedział, co myślę.
- Służy do wydawania instrukcji i wskazówek[2]: When you get there, you leave the train station and you take the tram number 23 → Kiedy już tam będziesz, wychodzisz z dworca i wsiadasz w tramwaj 23.
- W pierwszym trybie warunkowym określa warunek, możliwy do zajścia w przyszłości[3]: If you come down with a flu, take these pills → Jeśli złapiesz grypę, weź te tabletki.

### Present Progressive
Czasu Present Progressive używa się do:
- opisu tych przyszłych wydarzeń, które mają związek z czasem teraźniejszym. Jest najczęstszy w dyskusjach i przy informacji o planach, których czas i miejsce jest już ustalone[2]: What are you doing tomorrow morning? I am going to the doctor with my son → Co robisz jutro rano? Idę z synem do lekarza. They are travelling to Cornwall this summer → Latem jadą do Kornwalii.
- opisu czynności, które właśnie się zaczęły. W tym kontekście czas występuje często z czasownikami ruchu[2]: Are you going to the pub? → Idziesz do pubu? See you later! I am taking Rex to the vet. → Na razie! Zabieram Reksa do weterynarza.
- informowania o czynnościach już w jakiś sposób zaaranżowanych, bardziej niż o zamiarach i decyzjach, do których bardziej pasuje struktura to be going to[2]. Who's painting the room? jest pytaniem o to, co już zostało ustalone (osoba jest już wyznaczona). Who`s going to paint the room? jest pytaniem o decyzję (jeszcze nie wiadomo)
- wywarcia nacisku na rozmówcę, by wykonał daną czynność, lub emfatycznego wydania zakazu[2]: You're not going to the match, You've got homework to do. → Nie pójdziesz na mecz, masz lekcje do odrobienia.

### To be going to

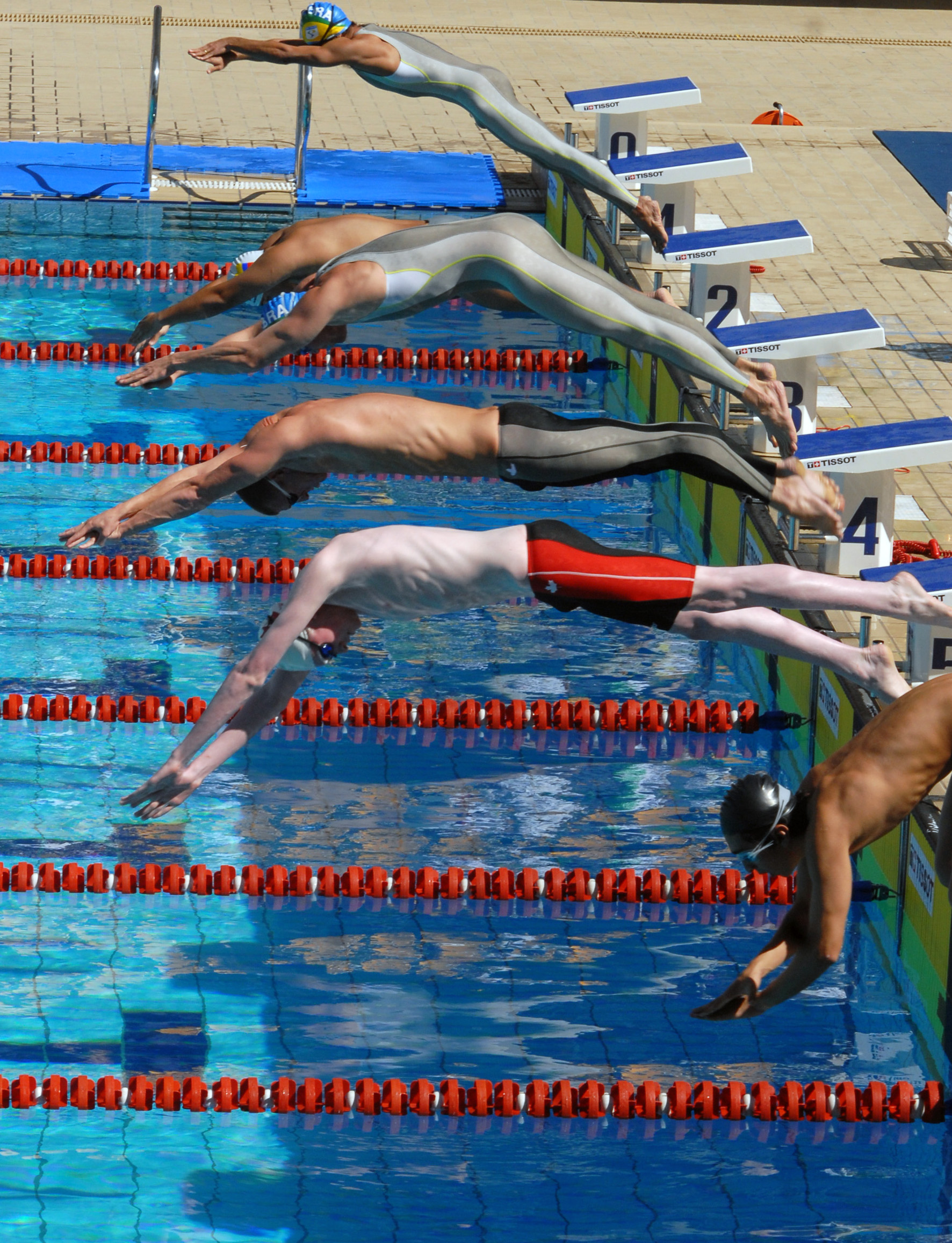
Konstrukcja to be going to sygnalizuje, że zdarzenie będzie miało miejsce w niedalekiej przyszłości: They're going to swim

Jest to forma będąca czasem Present Progressive czasownika to go. Uzywa się jej do mówienia o wydarzeniach, które mają związek z teraźniejszością: zostały zaplanowane, mają się zaraz zacząć albo już się zaczynają. Struktura ta jest bardzo powszechna w nieformalnej angielszczyźnie, zwłaszcza mówionej, gdyż często rozmawia się o najbliższej przyszłości. Ponadto struktury używa się w następujących sytuacjach:
- Do mówienia o planach. Często w takiej sytuacji podkreśla się zamiar albo fakt, że decyzja została już podjęta[2]: She`s going to buy a new dress → Ona ma zamiar kupić nową sukienkę. When are you going to finish painting your house? → Kiedy zamierzasz skończyć malować dom?
- Do sygnalizowania, że coś jest "w drodze", że zaszły przesłanki, że niedługo się zdarzy[2]: She`s going to have a baby → Ona będzie miała dziecko. Look, it`s going to rain → Patrz, zaraz będzie padać.
- Do wydawania poleceń[2]: You're going to finish your dinner even if you sit here till midnight! → Skończysz ten obiad, nawet jeśli będziesz siedział do północy. You`re not going to sleep now → Nie będziesz teraz spał.

W języku nieformalnym, zwłaszcza amerykańskim, going to zapisuje się i wymawia gonna. Nothing`s gonna stop me now → Nic mnie teraz nie zatrzyma.

## Future Simple (Czas przyszły prosty)
Czas przyszły prosty jest tworzony za pomocą operatora will lub shall i formy podstawowej czasownika głównego. Jest najczęstszym sposobem informowania o przyszłości.
| Osoba     | Forma twierdząca    | Forma pytająca       | Forma przecząca        | Skrócona odpowiedź twierdząca | Skrócona odpowiedź przecząca |
| --------- | ------------------- | -------------------- | ---------------------- | ----------------------------- | ---------------------------- |
| 1 sg      | I will/shall read   | will/shall I read?   | I will/shall not read  | Yes, I will/shall             | No, I will/shall not         |
| 2 sg + pl | you will read       | will you read?       | you will not read      | Yes, you will                 | No, you will not             |
| 3 sg      | he/she/it will read | will he/she/it read? | he/she/it has not read | Yes, he/she/it will           | No, he/she/it will not       |
| 1 pl      | we will/shall read  | will/shall we read?  | I will/shall not read  | Yes, we will/shall            | No, we will/shall not        |
| 3 pl      | they will read      | will they read?      | they will not read     | Yes, they will                | No, they will not            |

Strona bierna czasu:
| Osoba     | Forma twierdząca       | Forma pytająca          | Forma przecząca           | Skrócona odpowiedź twierdząca | Skrócona odpowiedź przecząca |
| --------- | ---------------------- | ----------------------- | ------------------------- | ----------------------------- | ---------------------------- |
| 1 sg      | I will/shall be seen   | will/shall I be seen?   | I will/shall not be seen  | Yes, I will/shall             | No, I will/shall not         |
| 2 sg + pl | you will be seen       | will you be seen?       | you will not be seen      | Yes, you will                 | No, you will not             |
| 3 sg      | he/she/it will be seen | will he/she/it be seen? | he/she/it has not be seen | Yes, he/she/it will           | No, he/she/it will not       |
| 1 pl      | weI will/shall be seen | will/shall we be seen?  | I will/shall not be seen  | Yes, we will/shall            | No, we will/shall not        |
| 3 pl      | they will be seen      | will they be seen?      | they will not be seen     | Yes, they will                | No, they will not            |

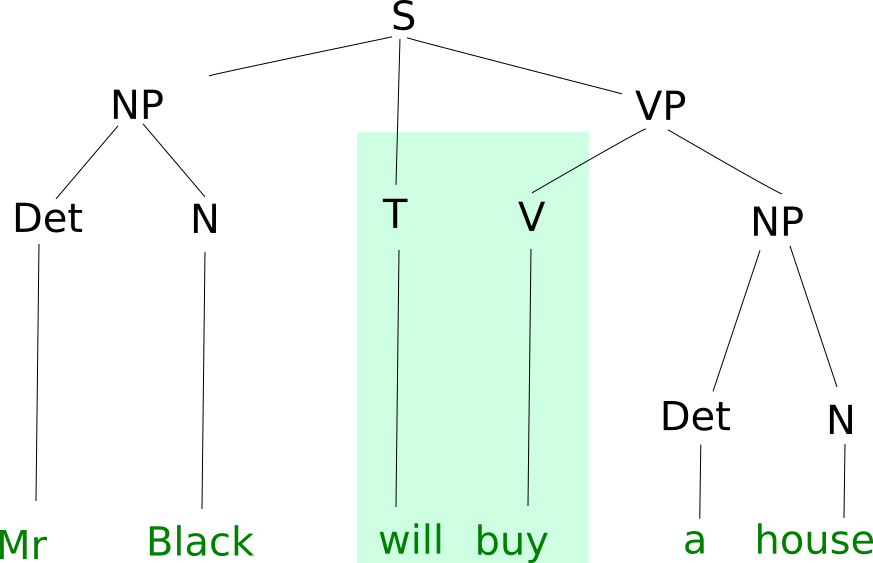
Rozbiór zdania w czasie Future Simple

Czas Future Simple jest używany w następujących sytuacjach:
- do oznajmiania decyzji o podjęciu czynności, która zdarzy się w przyszłości[2]: Oh, I can see you've forgotten your pen. I shall lend you mine. → Ach, widzę, że zapomniałeś pióra. Pożyczę ci swoje. OK, we`ll buy the tickets → W porządku, kupimy te bilety.
- czynność przyszłą, niezależną od woli mówiącego, niezaplanowaną i nierozpoczętą. Czas ten służy do przewidywania przyszłości[2]: Np.: I am sure, he will come → Jestem pewien, że przyjdzie (ale nie mam na to wpływu ani też nie ma oznak zaplanowania lub rozpoczęcia akcji). Jeśli czynność jest nieunikniona, bo np. już się zaczęła, używa się to be going to[2] He's going to come – przyjdzie (bo już wyszedł z domu, a więc sama czynność się rozpoczęła, albo też podjął już decyzję o przyjściu).
- W pierwszym trybie warunkowym, kiedy przyszłość jest określona warunkiem możliwym do spełnienia[2]: If he's driving fast, he`ll be on time.
- Używa się go do wygłaszania obietnic i gróźb[2]: I`'ll phone you tonight → Zadzwonię do ciebie wieczorem.
- Może oznaczać odmowę[2]: The car will not start → Samochód nie ruszy.
- Czas przyszły prosty może służyć do wydawania poleceń[2]: Will you get me a cheese sandwich, please? → Możesz mi zrobić kanapkę z serem?
- Czas przyszły prosty może wyrażać pewność o teraźniejszości bądź przeszłości: Open the door, there`ll be the postman → Otwórz drzwi, to na pewno listonosz.

## Future Progressive (Czas przyszły postępujący)
Czas przyszły postępujący, zwany również Future Continuous (przyszły ciągły), jest tworzony za pomocą operatora will/shall, czasownika be i formy gerund czasownika głównego.
| Osoba     | Forma twierdząca          | Forma pytająca             | Forma przecząca               | Skrócona odpowiedź twierdząca | Skrócona odpowiedź przecząca |
| --------- | ------------------------- | -------------------------- | ----------------------------- | ----------------------------- | ---------------------------- |
| 1 sg      | I will/shall be reading   | will/shall I be reading?   | I will/shall not be reading   | Yes, I will/shall             | No, I will/shall not         |
| 2 sg + pl | You will be reading       | will you be reading?       | you will not be reading       | Yes, you will                 | No, you will not             |
| 3 sg      | he/she/it will be reading | will he/she/it be reading? | he/she/it will not be reading | Yes, he/she/it will           | No, he/she/it will not       |
| 1 pl      | we will/shall be reading  | will/shall we be reading?  | we will/shall not be reading  | Yes, we will/shall            | No, we will/shall not        |
| 3 pl      | they will be reading      | will they be reading?      | they will not be reading      | Yes, they will                | No, they will not            |

Odmiana w stronie biernej:
| Osoba     | Forma twierdząca                | Forma pytająca                   | Forma przecząca                     | Skrócona odpowiedź twierdząca | Skrócona odpowiedź przecząca |
| --------- | ------------------------------- | -------------------------------- | ----------------------------------- | ----------------------------- | ---------------------------- |
| 1 sg      | I will/shall be being watched   | will/shall I be being watched?   | I will/shall not be being watched   | Yes, I will/shall             | No, I will/shall not         |
| 2 sg + pl | You will be being watched       | will you be being watched?       | you will not be being watched       | Yes, you will                 | No, you will not             |
| 3 sg      | he/she/it will be being watched | will he/she/it be being watched? | he/she/it will not be being watched | Yes, he/she/it will           | No, he/she/it will not       |
| 1 pl      | we will/shall be being watched  | will/shall we be being watched?  | we will/shall not be being watched  | Yes, we will/shall            | No, we will/shall not        |
| 3 pl      | they will be being watched      | will they be being watched?      | they will not be being watched      | Yes, they will                | No, they will not            |

Czasu przyszłego postępującego używa się:
- Do stwierdzenia, że dane wydarzenie będzie trwało w określonym punkcie w przyszłości[2]: This time tomorrow I`ll be driving home → Jutro o tej porze będę jechał do domu. Good luck at the test. I`ll be thinking of you → Powodzenia na teście. Będę myślała o tobie.
- Do określenia czynności, która jeszcze się nie rozpoczęła i będzie trwała przez pewien czas[4]: I shall be listening → będę słuchał. You`ll be living in a tent for two whole months → Przez dwa pełne miesiące będziesz mieszkał w namiocie.
- Do komunikowania o wydarzeniach, które są ustalone albo oczekiwane[2]: At the same time next week, professor Smith will be giving a lecture on future tenses in English → Za tydzień o tej samej porze prof. Smith będzie wykładał o czasie przyszłym w języku angielskim.
- Do mówienia o wydarzeniach nie w kontekście decyzji, a zwykłej czynności[2]: Shall I make you a sandwich? No, thanks, I`ll be having lunch anyway → Zrobić ci kanapkę? – Nie, dzięki, będę przecież jadł lunch.
- Służy do uprzejmego pytania o plany[2]: Will you be watching TV tonight? → Czy wieczorem będziesz oglądał telewizję?

## Future Perfect (Czas zaprzyszły)
Czas zaprzyszły tworzony jest przy pomocy operatora will lub shall oraz formy podstawowej czasownika have i imiesłowu biernego czasownika głównego: I will have listened. Jego podstawową funkcją jest mówienie o przeszłości z przyszłego punktu widzenia.
| Osoba     | Forma twierdząca         | Forma pytająca            | Forma przecząca              | Skrócona odpowiedź twierdząca | Skrócona odpowiedź przecząca |
| --------- | ------------------------ | ------------------------- | ---------------------------- | ----------------------------- | ---------------------------- |
| 1 sg      | I will/shall have read   | will/shall I have read?   | I will/shall not have read   | Yes, I will/shall             | No, I will/shall not         |
| 2 sg + pl | you will have read       | will you have read?       | you will not have read       | Yes, you will                 | No, you will not             |
| 3 sg      | he/she/it will have read | will he/she/it have read? | he/she/it will not have read | Yes, he/she/it will           | No, he/she/it will not       |
| 1 pl      | I will/shall have read   | will/shall we have read?  | I will/shall not have read   | Yes, we will/shall            | No, we will/shall not        |
| 3 pl      | they will have read      | will they have read?      | they will not have read      | Yes, they will                | No, they will not            |

Odmiana w stronie biernej:
| Osoba     | Forma twierdząca              | Forma pytająca                 | Forma przecząca                   | Skrócona odpowiedź twierdząca | Skrócona odpowiedź przecząca |
| --------- | ----------------------------- | ------------------------------ | --------------------------------- | ----------------------------- | ---------------------------- |
| 1 sg      | I will/shall have been seen   | will/shall I have been seen?   | I will/shall not have been seen   | Yes, I will/shall             | No, I will/shall not         |
| 2 sg + pl | you will have been seen       | will you have been seen?       | you will not have been seen       | Yes, you will                 | No, you will not             |
| 3 sg      | he/she/it will have been seen | will he/she/it have been seen? | he/she/it will not have been seen | Yes, he/she/it will           | No, he/she/it has will       |
| 1 pl      | weI will/shall have been seen | will/shall we have been seen?  | I will/shall not have been seen   | Yes, we will/shall            | No, we will/shall not        |
| 3 pl      | they will have been seen      | will they have been seen?      | they will not have been seen      | Yes, they will                | No, they will not            |

Graficzne wyobrażenie Future Perfect. Ukończenie danej czynności (czerwony) ma miejsce w przyszłości względem mówiącego, ale w przeszłości względem innej chwili w przyszłości (zielony), o której mówi zdanie

Czas zaprzyszły używany jest w następujących sytuacjach:
- Do wyrażenia czynności zakończonej w przyszłości przed jakąś inną czynnością[2], np. I shall know the tune next week because I will have listened to it → za tydzień się już nauczę tej piosenki, bo ją wcześniej wysłucham.
- Do wyrażenia czynności zakończonej w przyszłości przed określonym momentem[5]: The USA will have sent humans to Mars by 2015 → USA wyślą człowieka na Marsa do roku 2015.
- Służy do wyrażania pewności, że dane zdarzenie miało miejsce w przeszłości bądź właśnie zachodzi[6]: As you will have noticed, we have a new manager → Jak zapewne zauważyliście, mamy nowego dyrektora.

## Future Perfect Progressive (Czas zaprzyszły postępujący)
Czas zaprzyszły postępujący zwany również czasem zaprzyszłym ciągłym  tworzony jest za pomocą operatora will lub shall, czasownika have, imiesłowu biernego czasownika be – been – oraz czasownika w formie gerund.
| Osoba     | Forma twierdząca                 | Forma pytająca                    | Forma przecząca                      | Skrócona odpowiedź twierdząca | Skrócona odpowiedź przecząca |
| --------- | -------------------------------- | --------------------------------- | ------------------------------------ | ----------------------------- | ---------------------------- |
| 1 sg      | I will/shall have been reading   | will/shall I have been reading?   | I will/shall not have been reading   | Yes, I will/shall             | No, I will/shall not         |
| 2 sg + pl | You will have been reading       | will you have been reading?       | you will not have been reading       | Yes, you will                 | No, you will not             |
| 3 sg      | he/she/it will have been reading | will he/she/it have been reading? | he/she/it will have not been reading | Yes, he/she/it will           | No, he/she/it will not       |
| 1 pl      | we will/shall have been reading  | will/shall we have been reading?  | I will/shall not have been reading   | Yes, we will/shall            | No, we will/shall not        |
| 3 pl      | they will have been reading      | will they have been reading?      | they will not have been reading      | Yes, they will                | No, they will not            |

Graficzne wyobrażenie Future Perfect Progressive. Dana czynność będzie dobywać się w sposób ciągły do pewnej chwili w przyszłości

Czas zaprzyszły ciągły używany jest do określenia czynności, która najczęściej już trwa, a która będzie odbywała się nieustannie do określonego momentu w przyszłości: By the end of May I'll have been working here for 5 years → W maju minie 5 lat odkąd tutaj pracuję.
Różnica między Future Perfect Continuous a Future Perfect polega jedynie na tym, że podkreślana jest ciągłość i okres trwania, nie efekty czynności.